# Православные соборы Санкт-Петербурга
Православным собором в православии называется храм (церковь), по своей значимости и известности существенно превосходящий прочие православные церкви и потому пользующийся особым уважением среди верующих. Православными соборами Санкт-Петербурга являются соборы, принадлежащие православной религиозной конфессии и находящиеся в пределах административных границ территории, называемой городской территорией одноимённого названия.
Среди православных храмов Санкт-Петербурга 19 крупнейших имеют статус соборных. Все эти здания являются памятниками архитектуры и играют роль важных градостроительных доминант в панораме города. Многие из них являются одновременно памятниками воинской славы.
Православные соборы Санкт-Петербурга расположены главным образом в его историческом центре — на Адмиралтейской стороне это
Петропавловский собор,
Казанский собор,
Никольский морской собор,
Спасо-Преображенский и
Троице-Измайловский соборы
Крестовоздвиженский собор на Лиговском проспекте, а также
Исаакиевский собор (является государственным музеем; служба совершается в одном из приделов собора);
на Васильевском острове находится Андреевский собор,
а на Петроградской стороне — Князь-Владимирский собор.
На Выборгской стороне находится Сампсониевский собор, один из старейших храмов Петербурга.
Включенная в это список Церковь Владимирской иконы Божией Матери на Владимирской площади получила статус соборной только в 2000 году.
Восстанавливается Собор во имя Феодоровской иконы Божией Матери, превращённый в советское время в молокозавод.
Смольный собор в настоящее время не действует и выполняет выставочно-концертные функции.
В число петербургских соборов включают также храмы, расположенные в предместьях и пригородах Петербурга, входящих ныне в городскую черту. Это
Вознесенский (Софийский) собор и Феодоровский Государев собор в Царском селе (г. Пушкин),
собор свт. Николая Чудотворца в г. Павловске,
Собор свв. апп. Петра и Павла в Петергофе,
Собор Архангела Михаила в г. Ломоносове,
а также два храма в г. Кронштадте — Собор Владимирской иконы Божией Матери и Николаевский Морской собор.

## Собор Преподобного Сампсония Странноприимца

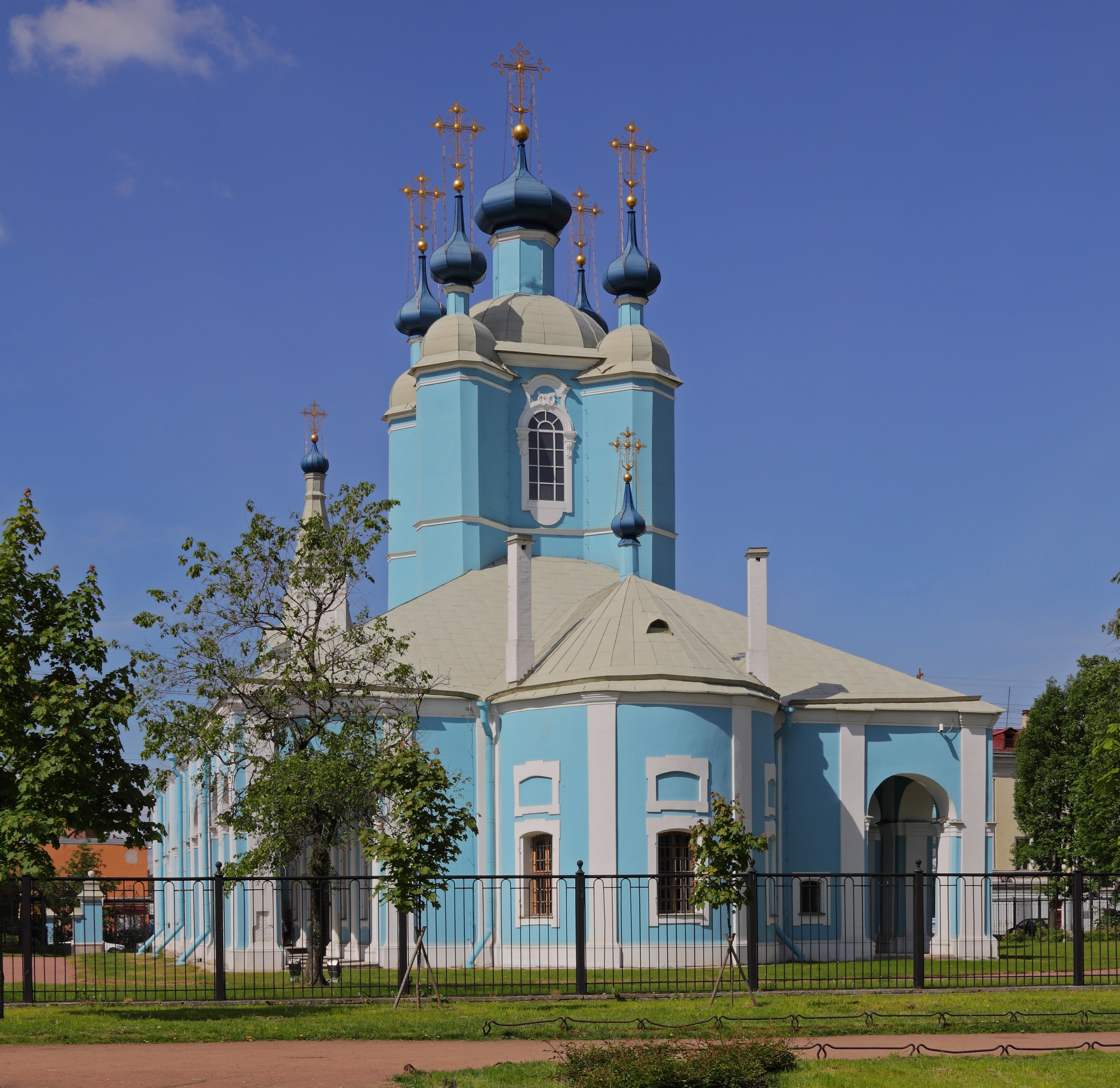
Собор Преподобного Сампсония Странноприимца

(Большой Сампсониевский проспект, 41)
В 1710 году Пётр I заложил церковь в память одержанной победы над шведами в Полтавской битве, названная именем Сампсона Странноприимца, в день которого была одержана победа.
При церкви было открыто первое городское кладбище «для всех христиан», на котором были погребены многие сподвижники Петра, в том числе лейб-медик Л. Л. Блюментрост, зодчие Д. Трезини и Ж. Леблон. Кладбище существовало до 1772 года.
Деревянная церковь была разобрана в 1737 году и на её месте был возведён каменный однокупольный храм, по проекту П. А. Трезини. В 1761 году церковь, в связи с новыми течениями в русской архитектуре, была переделана в классическую пятикупольную.
Собор был закрыт 27 июля 1938 года и отдан под овощной склад.
В настоящее время собор действующий; охраняется государством как памятник архитектуры.

## Петропавловский собор

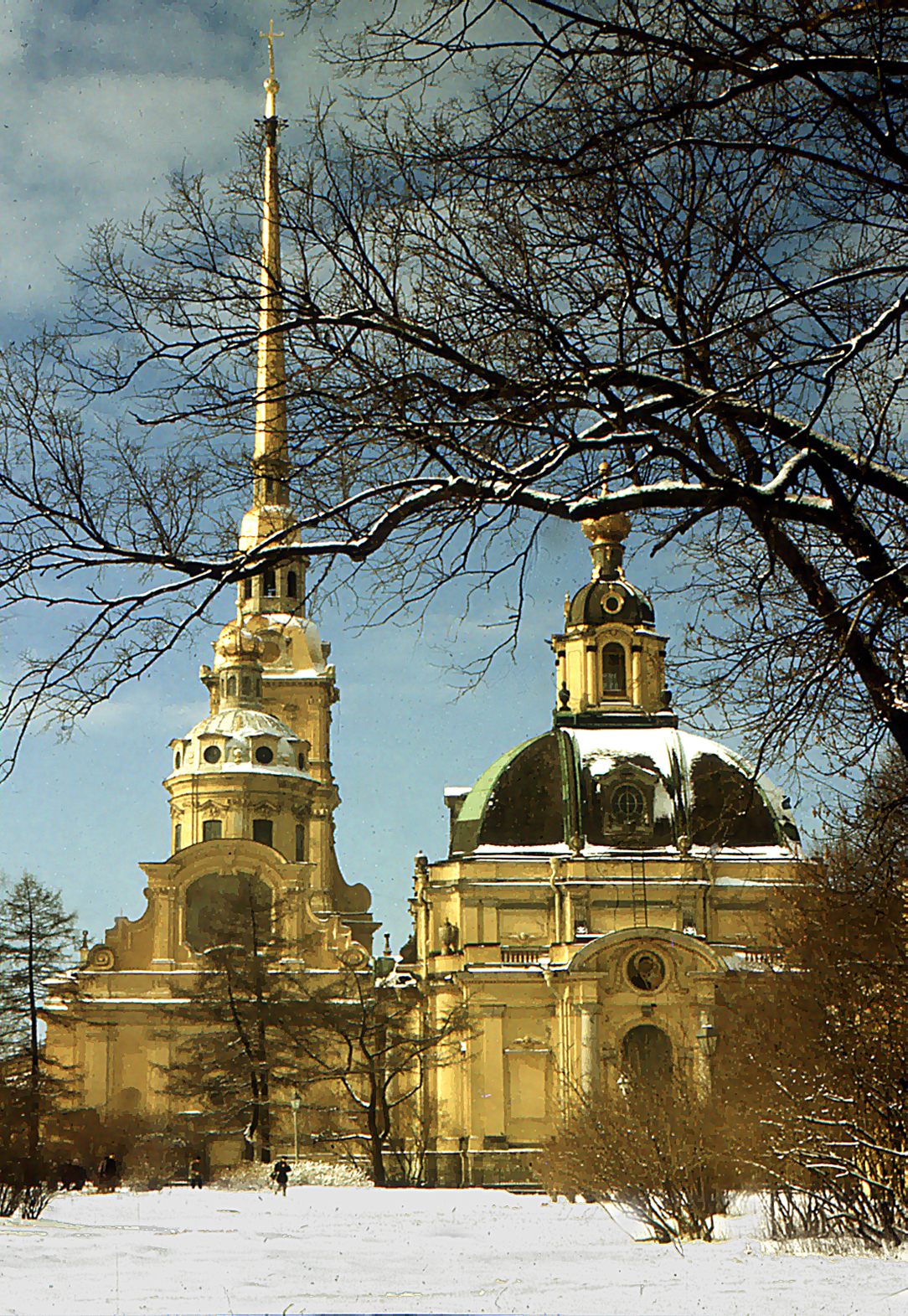
Храм Апостолов Петра и Павла (слева) и великокняжеская усыпальница

(Заячий остров, площадь Петропавловской крепости)
Петропавловский собор (официальное название — собор во имя первоверховных апостолов Петра и Павла) является одним из официальных символов Санкт-Петербурга. Он возведён в 1712 — 1733 годах архитектором Доменико Трезини по указанию Петра Великого. Собор был освящён 26 июня 1733 года.
В 1857—1858 годах собор получил новый металлический шпиль, созданный по проекту Д. И. Журавского, А. С. Рехневского и П. П. Мельникова на Воткинском заводе, и стал самым высоким зданием в городе (высота 122 м). В 1859 году собор уступил титул кафедрального Исаакиевскому собору и перешёл в церковное ведомство.
Начиная с Петра Великого, в соборе хоронили Государей и членов их семей. Особым почитанием среди верующих пользовалась гробница Павла Первого. В 1998 году в Екатерининском приделе собора был похоронен прах Императора Николая Второго, Императрицы Александры Федоровны и их детей: великих княжон Ольги, Татьяны, Марии и Анастасии, а также цесаревича Алексея, убитых коммунистами в Екатеринбурге.
В 1901 году к востоку от собора была заложена великокняжеская усыпальница, по проекту Д. И. Гримма, освящённая 21 октября 1906 года.
В настоящее время здание находится под охраной государства и занято Музеем истории города.

## Собор Воскресения Словущего Всех учебных заведений (Смольный)
(Площадь Растрелли)

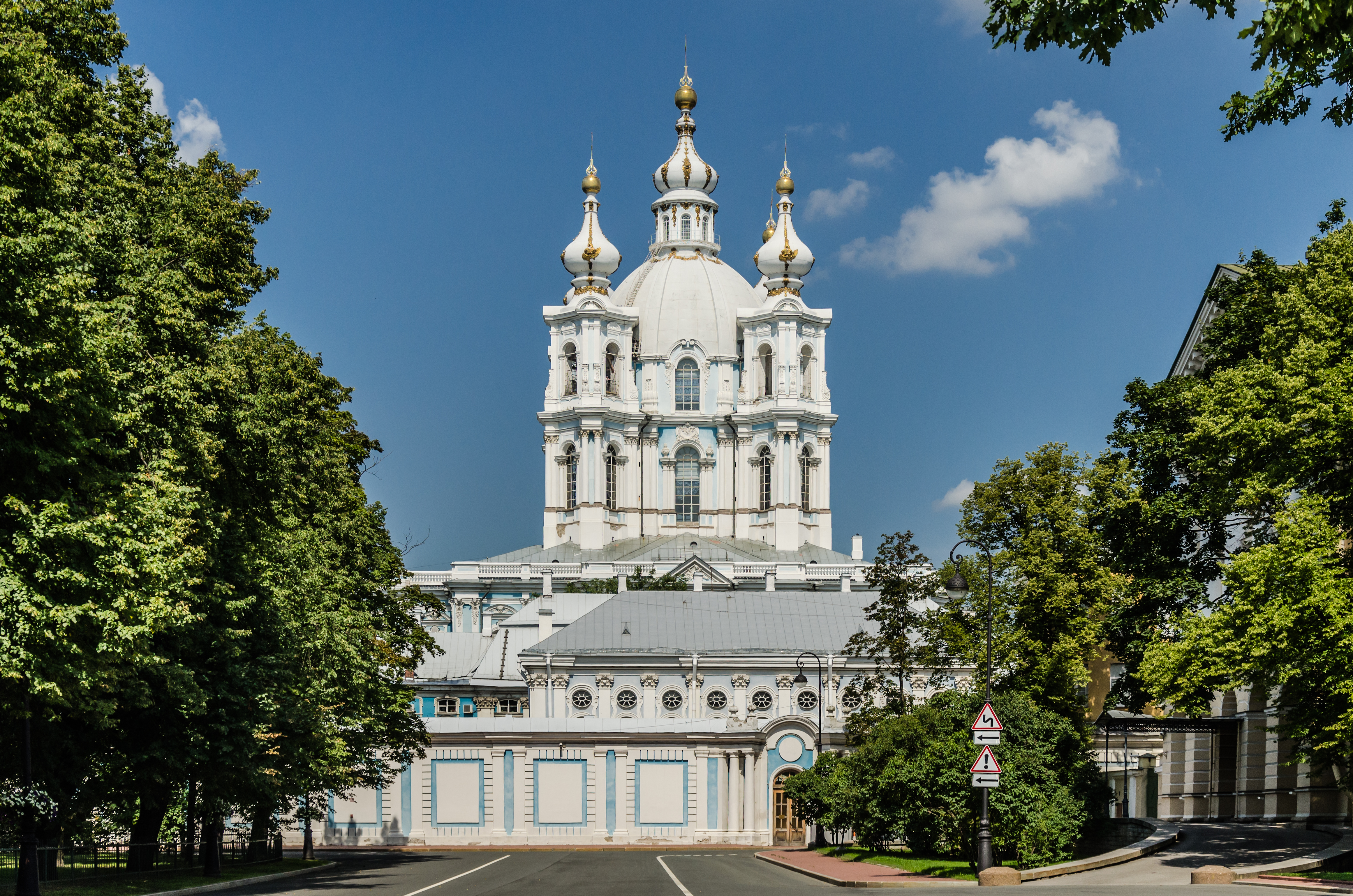
Собор Воскресения Словущего Всех учебных заведений (Смольный)

Одно из самых известных произведений Б. Растрелли и всего русского барокко. Основан императрицей Елизаветой Петровной, решившей провести последние годы жизни в тишине монастыря. Собор был заложен 30 октября 1748 года и уже в 1757 году был вчерне готов, но из-за Семилетней войны остался неотделанным. Лишь через несколько десятилетий архитектор В. П. Стасов окончил работы, после которых собор был освящен 20 июля 1835 года.
В 1923 году было принято решение о закрытии собора, здание которого потом долгие годы использовалось как склад.
В настоящее время здание входит в состав Государственного музея-памятника «Исаакиевский собор», который проводит здесь концерты и выставки. Здание охраняется государством как памятник архитектуры мирового значения.

## Николо-Богоявленский морской собор
(Никольская площадь, 1)

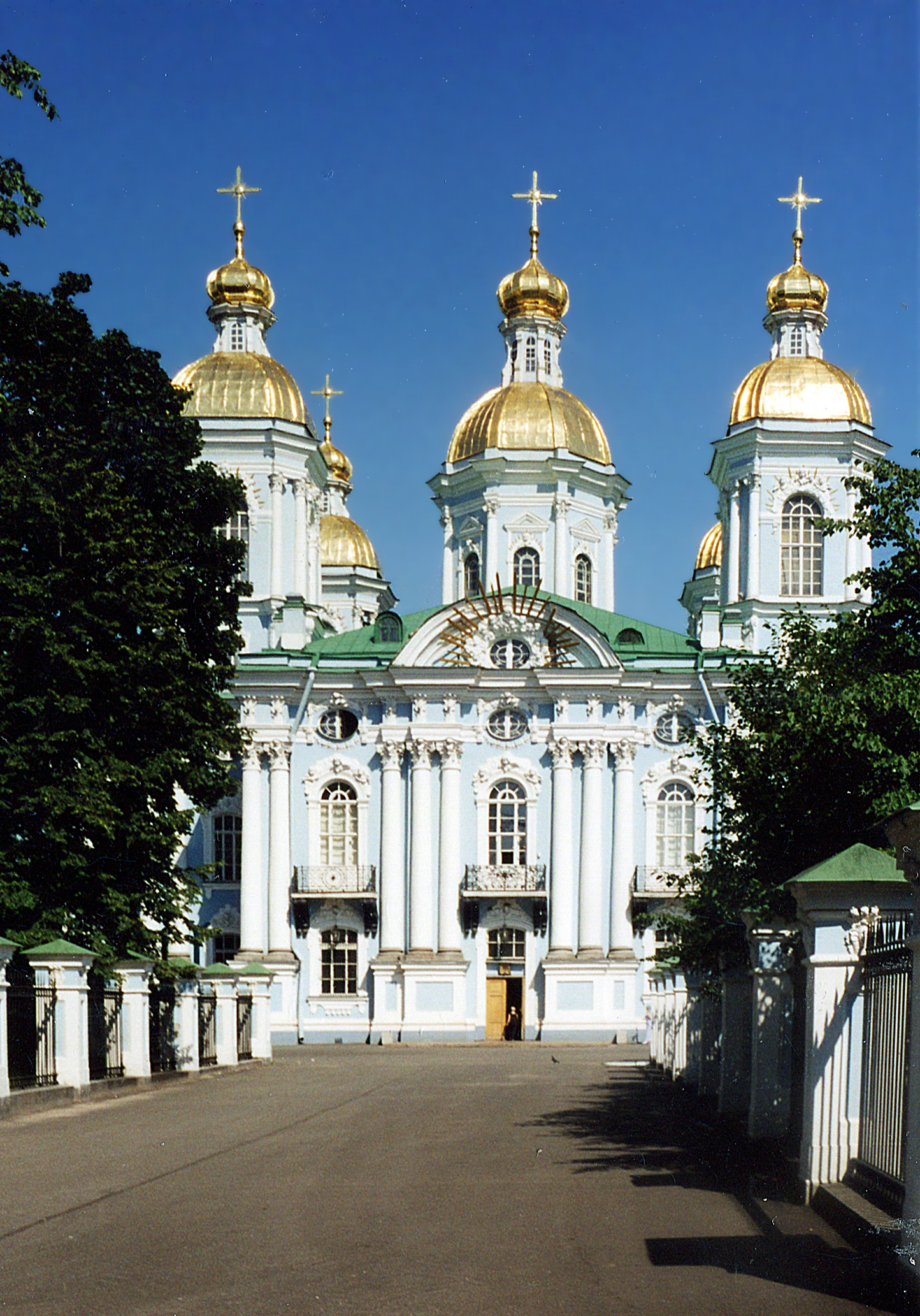
Храм святителя Николая Чудотворца. (Морской)

Один из лучших памятников барокко в Петербурге. Его интерьер является уникальным, так как иные примеры этого стиля уничтожены при коммунистическом режиме.
16 апреля 1752 года императрица Елизавета Петровна подписала указ о постройке храма по проекту С. И. Чевакинского, одновременно ставшего и его строителем (совместно с М. А. Башмаковым). Храм был заложен 15 июля 1753 года.
Екатерина Великая повелела именовать морскую церковь собором и подарила ему десять икон, на которых изображены были святые, в дни которых были русским флотом одержаны победы над турками. Собор с самого начала стал памятником морской славы России.
Собор в советское время не закрывался и охранялся как памятник архитектуры мирового значения. Более того, с 1941 года он имеет статус кафедрального.

## Собор во имя Владимирской иконы Божией Матери
(Владимирский проспект, 20)

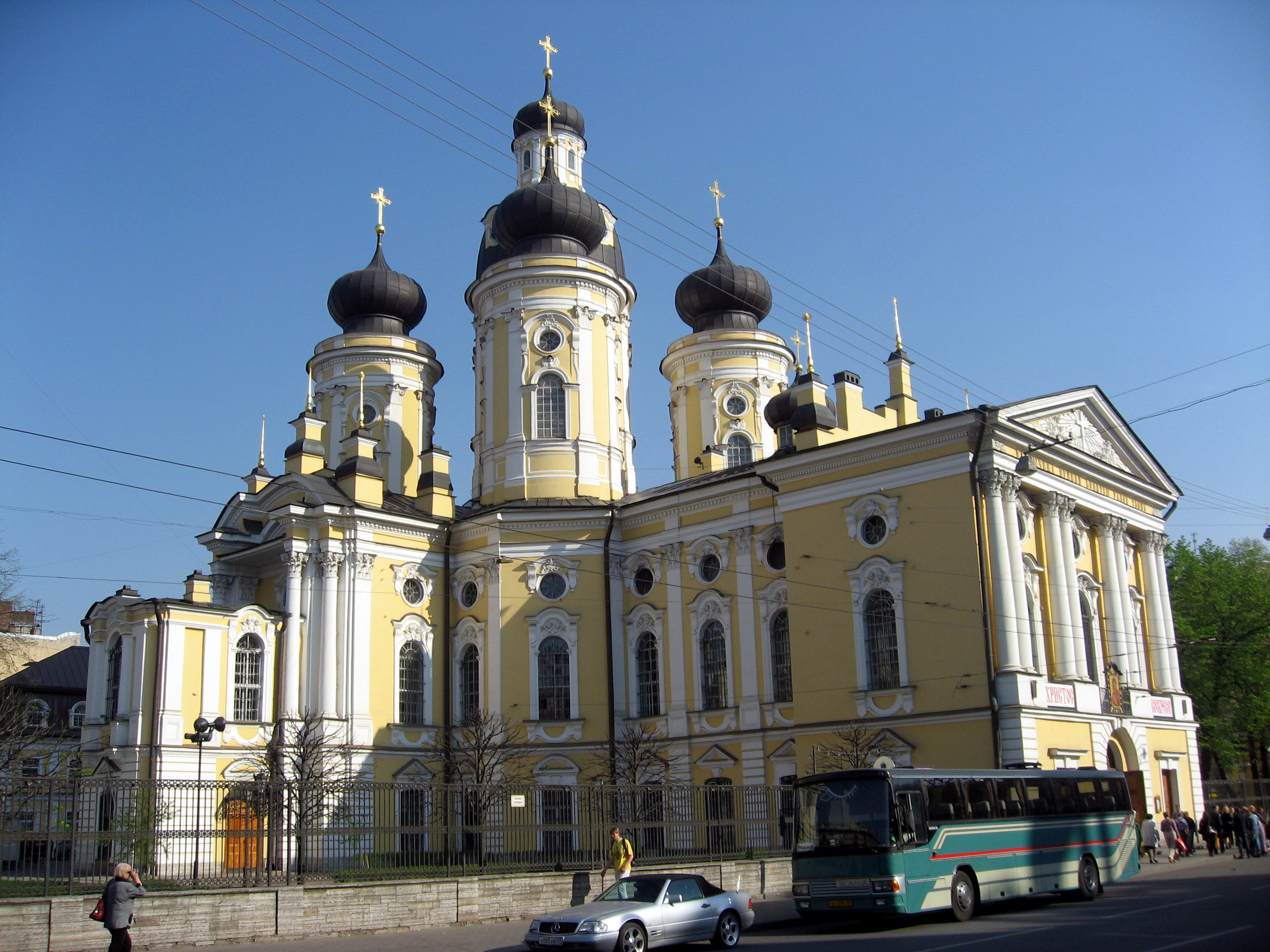
Собор во имя Владимирской иконы Божией Матери

Заложен 26 августа 1761 года в стиле, переходном от барокко к классицизму. Икона, которой был освящён собор, является главной святыней православной России. По преданию предков она была написана евангелистом Лукой на доске от стола, за которым трапезовал Иисус Христос. В настоящее время икона находится в Третьяковской галерее.Наиболее чтимой иконой современной церкви является икона Серафима Саровского с частицей его ризы.
Предположительно автором храма был П. А. Трезини. Отдельно стоящая колокольня создана по проекту Кваренги. В последние годы жизни прихожанином церкви был Ф. М. Достоевский.
Закрыт 22 июня 1932 года. Охраняемое государством здание долгое время было занято фабрикой. В народе существует поверье, что в здании временами появляется призрак старого священника, укоряющего осквернителей храма.
Летом 1989 года собор возвращен верующим и 7 апреля 1990 года освящен митрополитом.

## Собор Андрея Первозванного

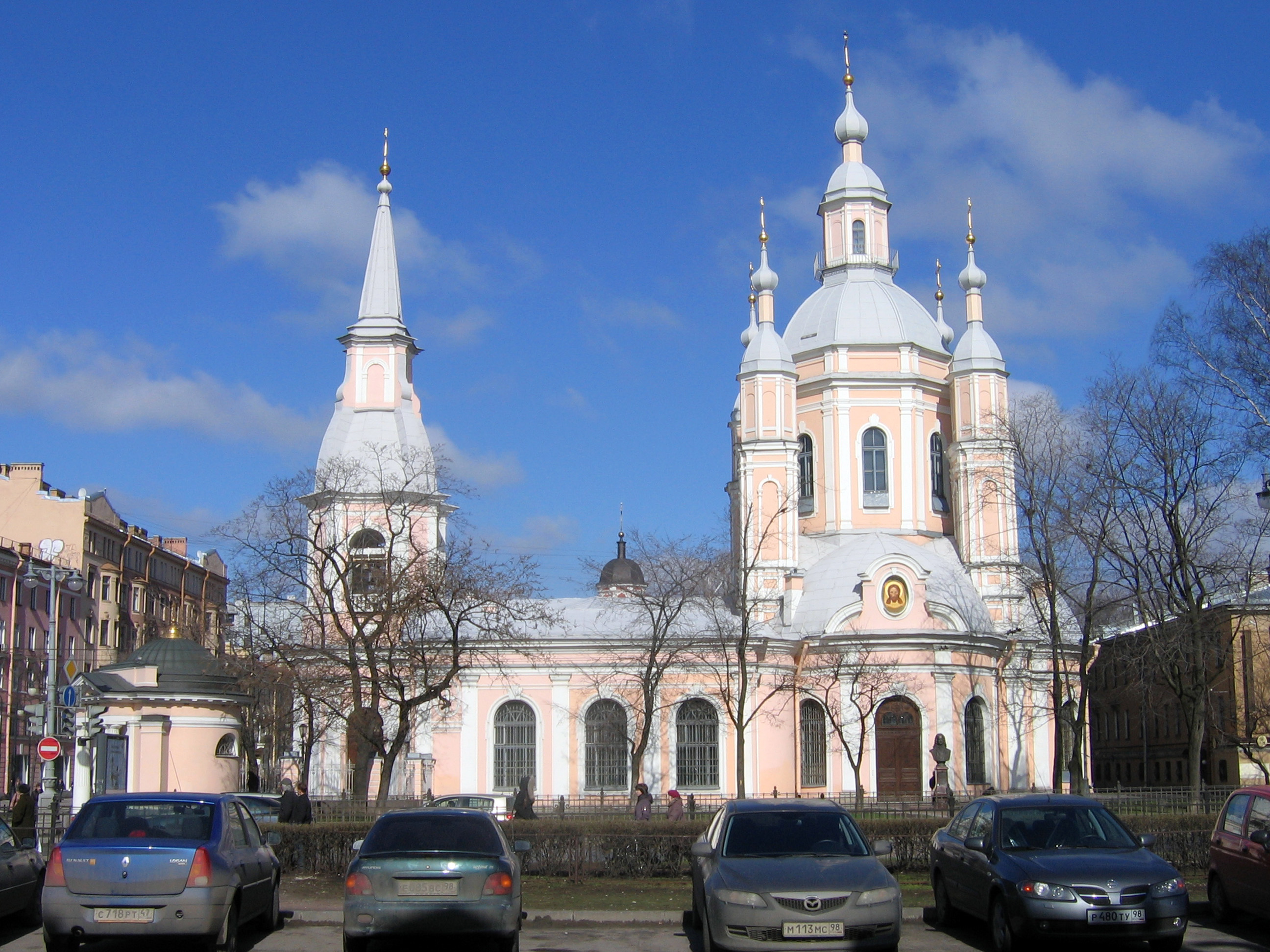
Собор Андрея Первозванного

(Большой проспект Васильевского острова, 21/23)
Пётр I сначала предполагал создать центр новой столицы на Васильевском острове, наметив у здания Двенадцати коллегий соборную церковь высшего русского ордена Андрея Первозванного, но замысел не был осуществлён из-за смерти царя.
Жители острова настоятельно просили создать для них достаточно просторный храм, поэтому в 1729 году архиепископ Нижегородский Питирим заложил по проекту архитектора Дж. Трезини деревянную церковь, освящённую 8 октября 1732 года архиепископом Феофаном Прокоповичем.
В июле 1761 года храм сгорел от удара молнии. Новый каменный собор был заложен в 1764 году по проекту А. Ф. Виста. Только в 1781 году храм был полностью освящён, став при Павле I кавалерским, в связи с чем над входом был укреплён знак ордена Андрея Первозванного.
Собор был закрыт летом 1938 года. Но в нём, охраняемом государством как памятник архитектуры, до сих пор сохранился резной иконостас XVII века. Храм полностью передан епархии осенью 1992 года.

## Собор Святого Равноапостольного князя Владимира
(Проспект Добролюбова)

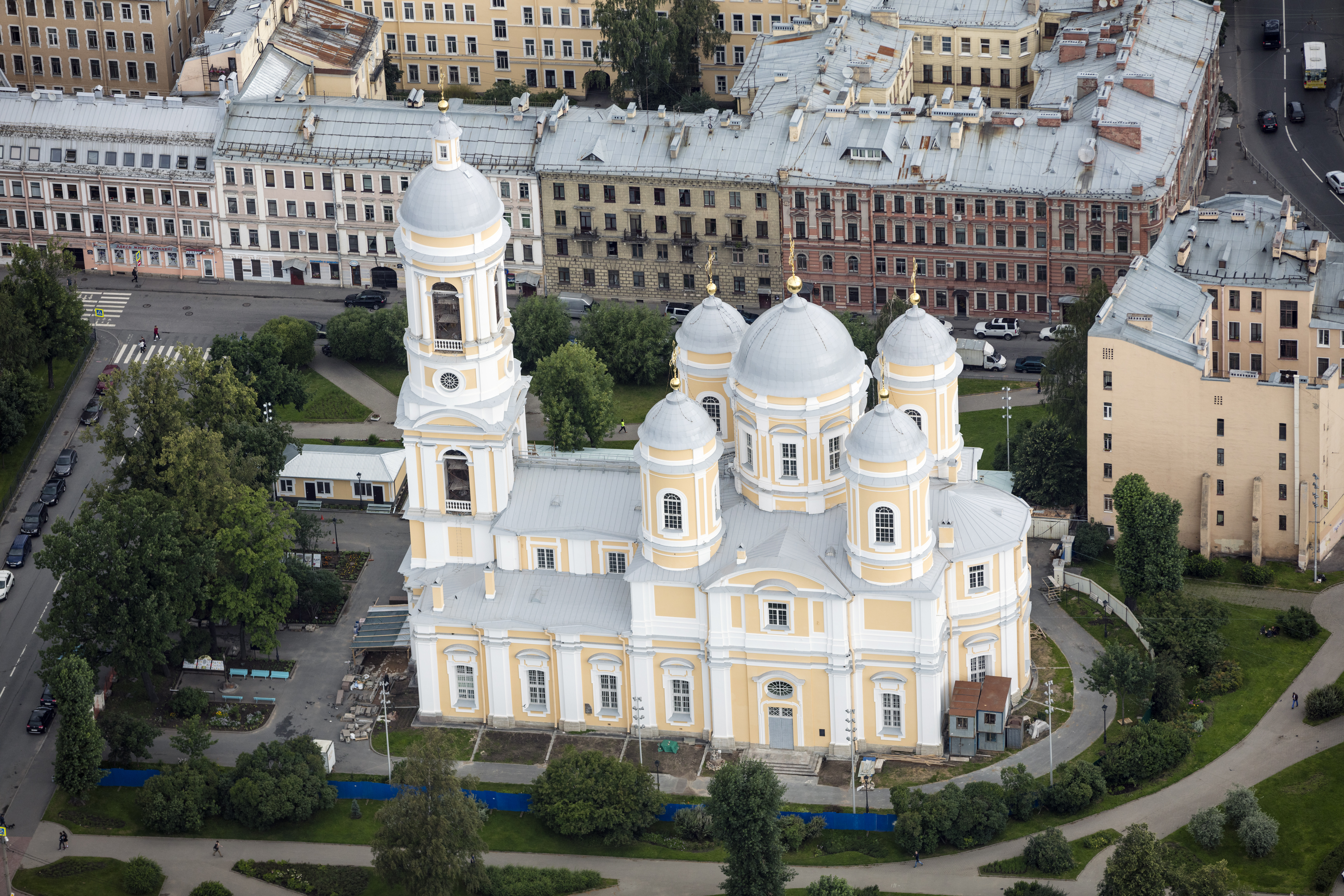
Собор Святого Равноапостольного князя Владимира

В память рождения великого князя Иоанна Антоновича в 1740 году была заложена каменная церковь, однако после того, как она была вчерне готова, выяснилось, что её алтарь выходит на юг. Поэтому пришлось объявлять новый конкурс, в котором победил проект А. Ринальди, начавший постройку в 1766 году.
Начиная с 1843 года собор является кавалерским, посвящённым ордену святого Владимира. До самой Второй мировой войны собор был кафедральным.

## Собор Вознесения Христова в Софии
(Пушкин, Софийская площадь, 1)

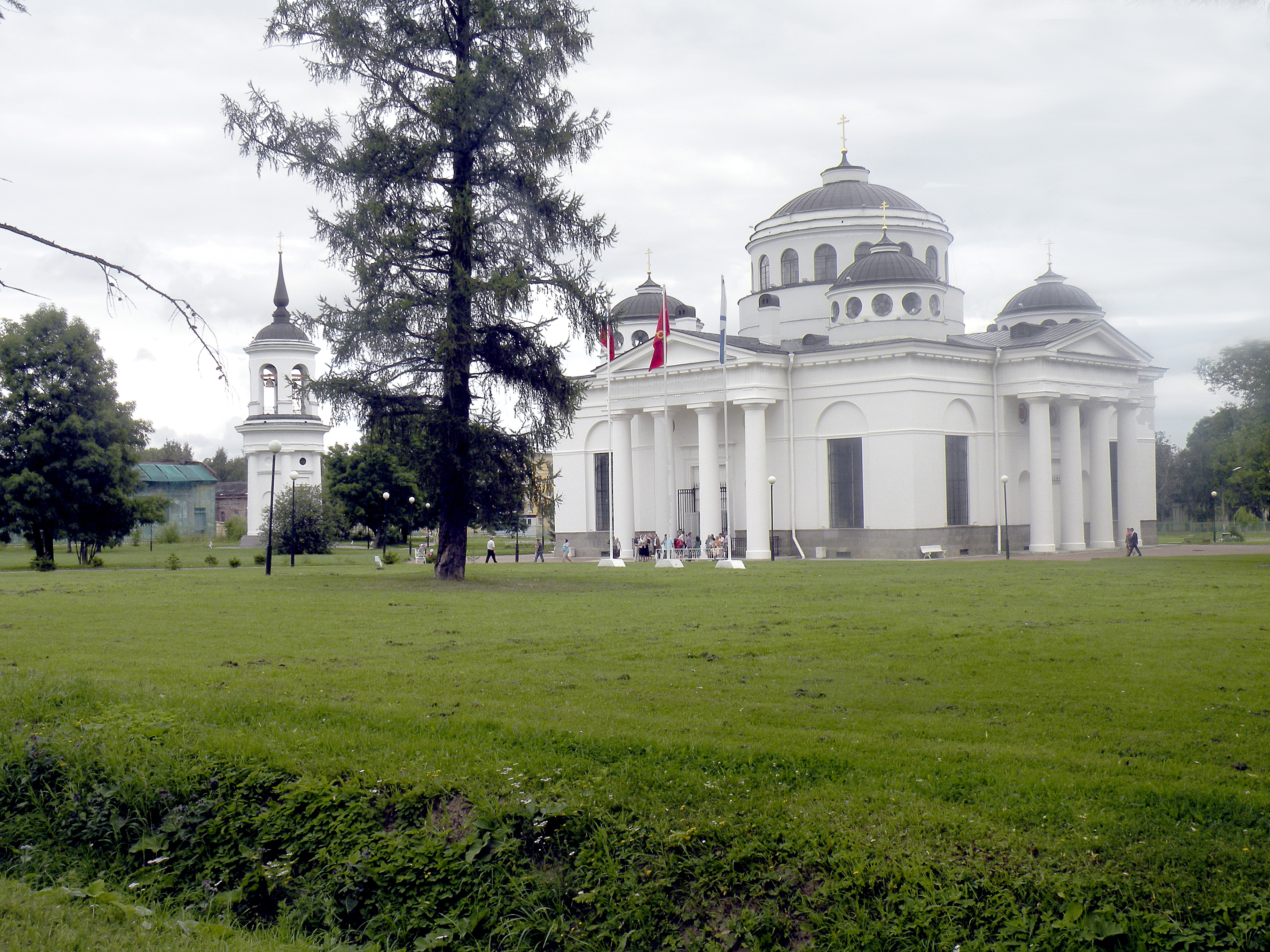
Собор Вознесения Христова. Царское Село, София

Екатерина II предполагала построить храм-памятник, напоминающий Софийский собор в Константинополе, в честь русских побед в русско-турецких войнах.
Собор был построен в 1782—1788 годах архитекторами Ч. Камероном и И. Е. Старовым, колокольня построена позже, в 1903—1904 годах, архитектором Л. Н. Бенуа.
В годы советской власти в храме был устроен склад игрушек, который горел, после чего оставался без присмотра и постепенно разрушался. В настоящее время восстановлен и в нём совершается богослужение.

## Казанский собор
(Невский проспект, 25)

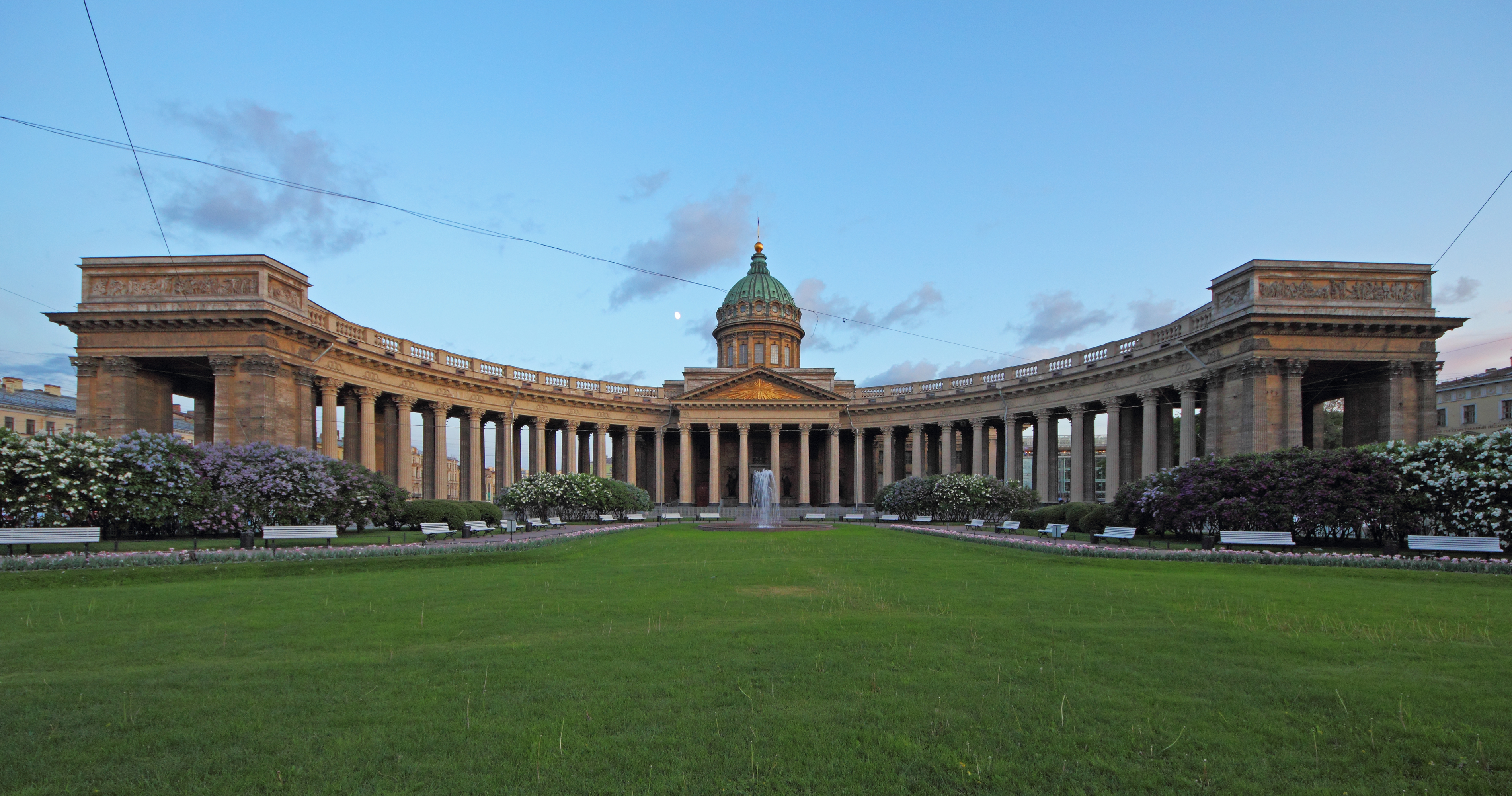
Собор Божией Матери казанской

В соборе хранится самая чтимая в столице икона Казанской Божией Матери, появившаяся в Петербурге в 1710 году. Считается, что пока икона находится в городе, в него не может войти враг.
В 1799 году Император Павел I провел конкурс на проект Казанского собора, потребовав, чтобы он напоминал собор Святого Петра в Риме. Год спустя строительство было поручено архитектору А. Н. Воронихину, происходившему из крепостных крестьян графа Александра Сергеевича Строганова, известного мецената и президента Академии художеств.
27 августа 1801 года Александр I заложил храм, который был закончен перед началом Отечественной войны с Наполеоном и стал ей памятником. В храме был похоронен фельдмаршал князь Михаил Илларионович Голенищев-Кутузов-Смоленский. В 1837 году перед собором установлены памятники М. И. Кутузову и М. Б. Барклаю де Толли работы Б. И. Орловского.
От собора ежегодно 30 августа к Александро-Невской Лавре шёл самый торжественный в столице крестный ход.
Ограбленный при изъятии церковных ценностей, собор был закрыт в апреле 1932 года, с 15 ноября того же года в нём организовали Музей истории религии и атеизма, Чудотворная икона была перенесена во Владимирский собор.
В Троицу 1991 года в соборе возобновились богослужения.

## Храм преподобного Исаакия Далматского (Исаакиевский кафедральный собор)
(Исаакиевская площадь)

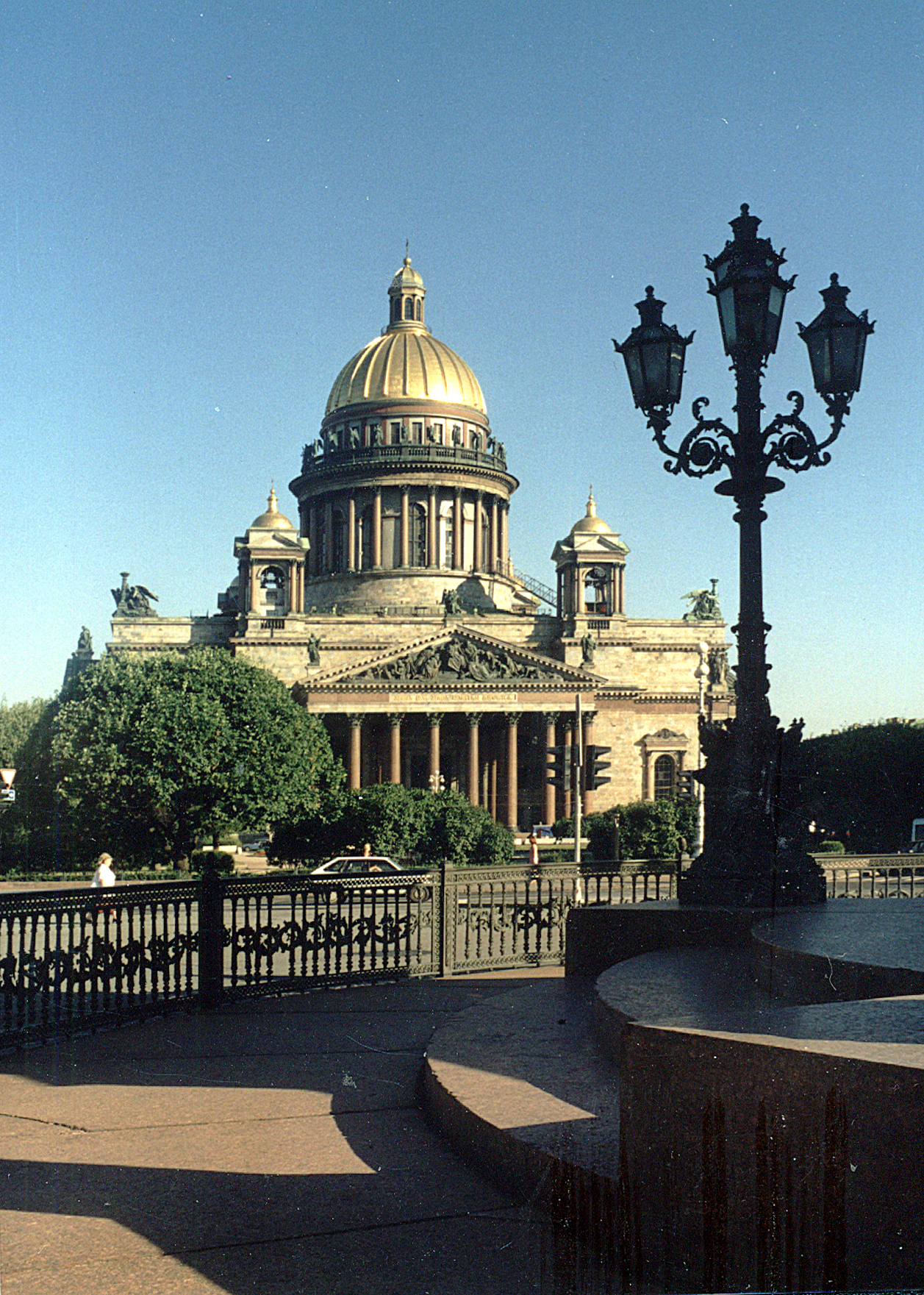
Исаакиевский собор

Самый крупный (высота 101,5 м) и самый вместительный (до 14 тысяч человек) храм города — одно из самых замечательных зданий в мировой архитектуре.
Собор был заложен 26 июня 1819 года после утверждения Александром I проекта ранее неизвестного французского архитектора Огюста Монферрана. Предложенный проект был технически несовершенен, поэтому Монферран учёл замечания специально созданной комиссии в составе видных архитекторов Петербурга Василия Стасова, Авраама Мельникова, братьев Михайловых и Викентия Беретти.
Строительство длилось 40 лет, а внутренняя отделка велась до 1917 года. На купол пошло около 100 кг червонного золота.
В 1922 году собор был ограблен властями и из него в результате кампании по «изъятию церковных ценностей» вывезено 48 кг золота и 2200 кг серебра. 10 декабря 1930 года в соборе был открыт антирелигиозный музей и с него сняты и отправлены на переплавку все колокола. В 1957 году собор после реставрации объявлен музеем-памятником.

## Собор Преображения Господня всей гвардии
(Преображенская площадь, 1)

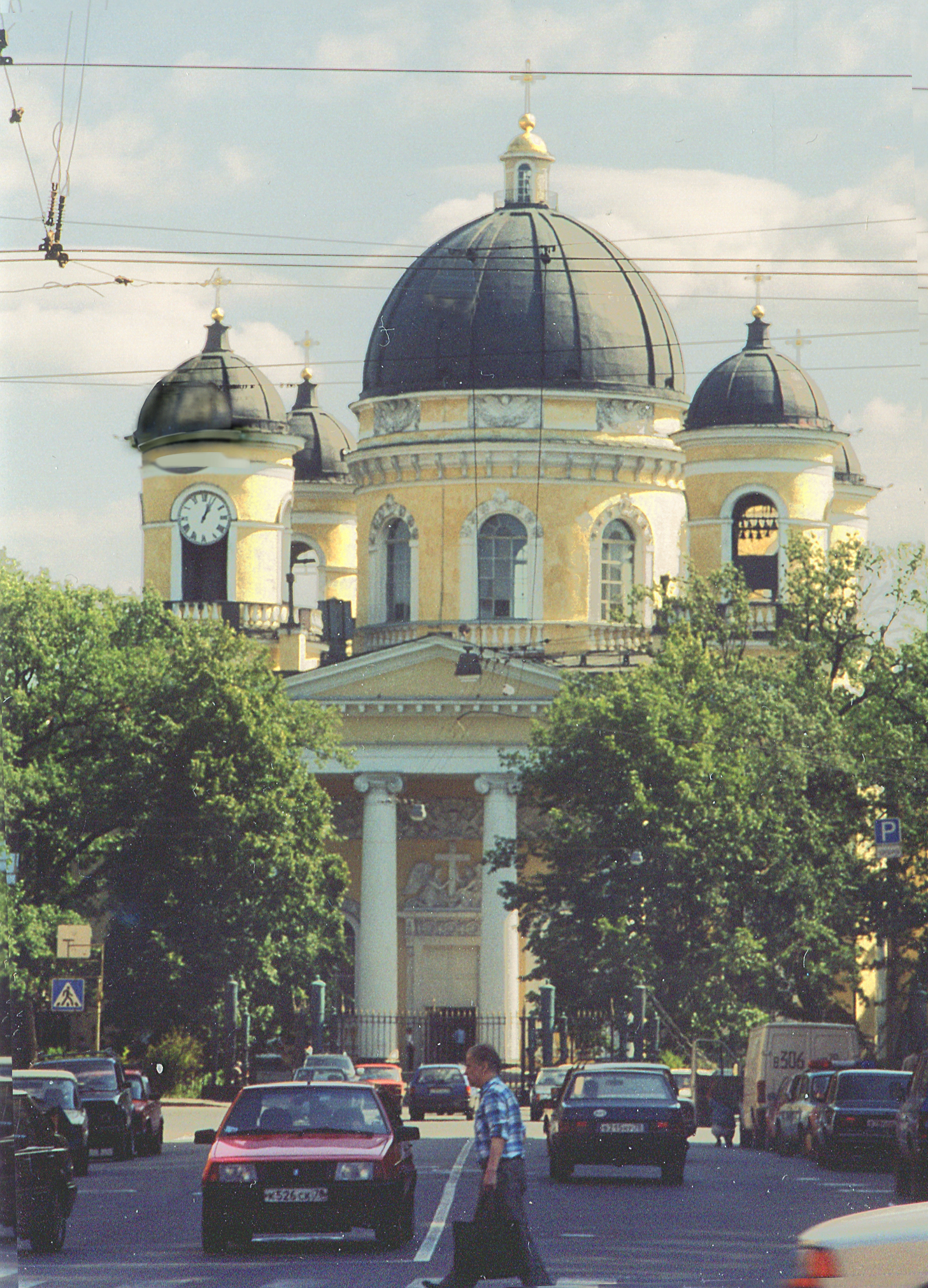
Собор Преображения Господня всей гвардии

Храм возведён по приказу императрицы Елизаветы Петровны на месте съезжей избы (штаба) гренадерской роты лейб-гвардейского Преображенского полка в память о восшествии императрицы на престол с помощью солдат и офицеров этого полка.
5 августа 1754 года церковь, построенная по проекту М. Г. Земцова и перестроенная по проекту П. А. Трезини, была освящена.
После сильного пожара, возникшего 8 августа 1825 года, архитектор В. П. Стасов, используя старые стены, восстановил собор, придав ему ампирный облик. Собор был вновь освящен 5 августа 1829 года.
В 1830 — 1833 годах вокруг собора по проекту Стасова была сооружена ограда из трофейных турецких пушек. Жившие в городе болгары отмечали свои праздники в этом соборе.
После революции храм остался действующим, а во время Ленинградской блокады в его подвале было устроено бомбоубежище на 500 человек, в котором оказывалась помощь раненым.

## Собор Пресвятой Троицы Лейб-гвардии Измайловского полка
(Измайловский проспект, 7а)

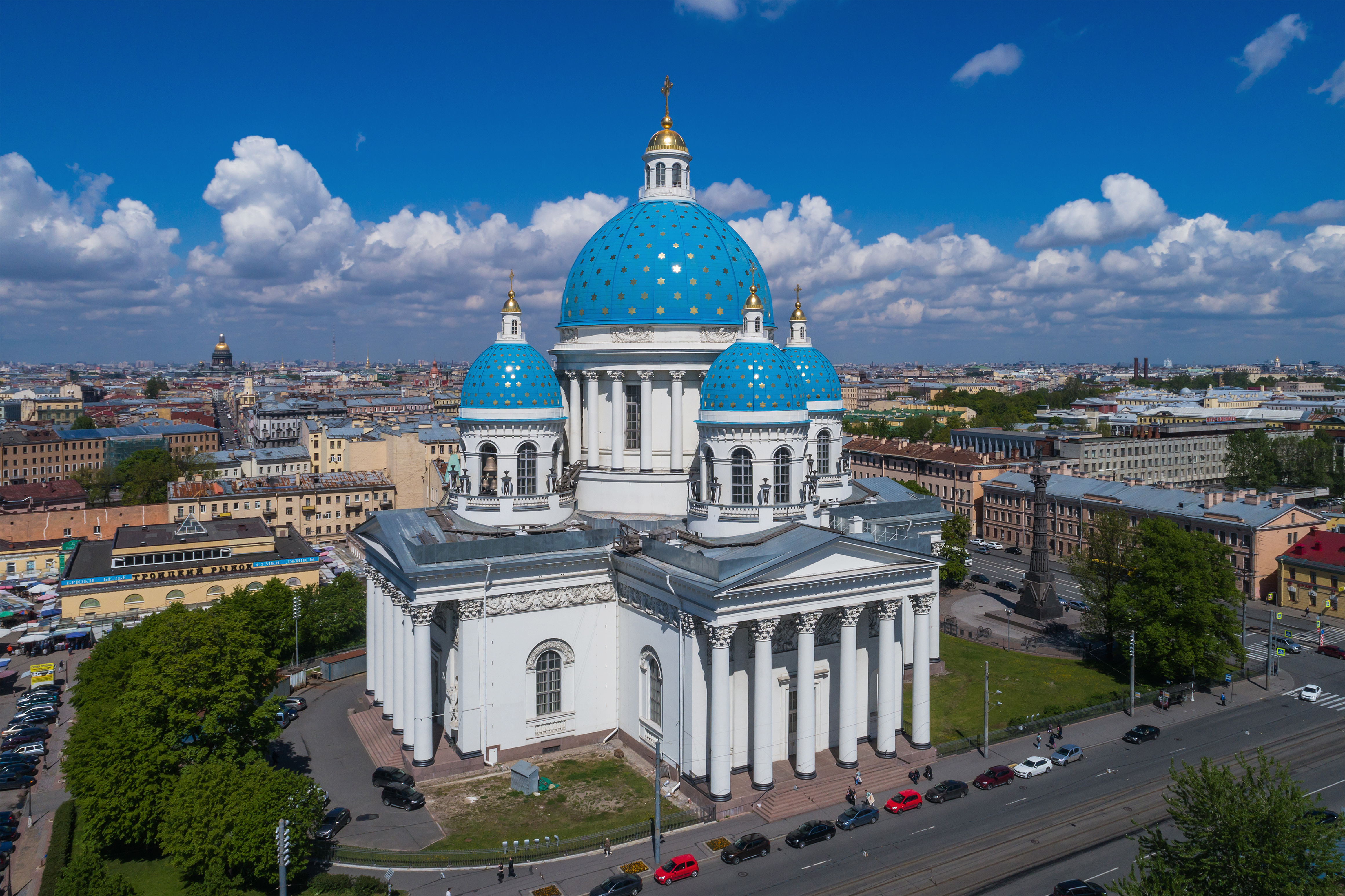
Собор Пресвятой Троицы Лейб-гвардии Измайловского полка

Собор был возведён для третьего в гвардии по старшинству (после Преображенского и Семёновского) лейб-гвардии Измайловского полка. Первый деревянный храм был освящён в 1733 году, потом несколько раз перестраивался.
Новый каменный храм был заложен 13 мая 1828 года по проекту В. П. Стасова, после того, как деревянная церковь сильно пострадала при наводнении 1824 года. Собор был освящён 25 мая 1835 года.
12 октября 1886 года в память о русско-турецкой войне 1877—1878 годов на площади перед собором был открыт по проекту Д. И. Гримма памятник — «Колонна Славы» из 108 трофейных турецких пушек, увенчанный фигурой Славы работы П. И. Шварца.
В соборе венчался Ф. М. Достоевский с А. Г. Сниткиной, в нём же отпевали А. Г. Рубинштейна.
В январе 1930 года памятник русской славы отправили на переплавку в Германию, но в настоящее время он восстановлен. 22 апреля 1938 года собор закрыли с намерением устройства в нём городского крематория.
В настоящее время ведутся реставрационные работы, начатые в 2004 году.

## Крестовоздвиженский собор
(Лиговский проспект, 128)

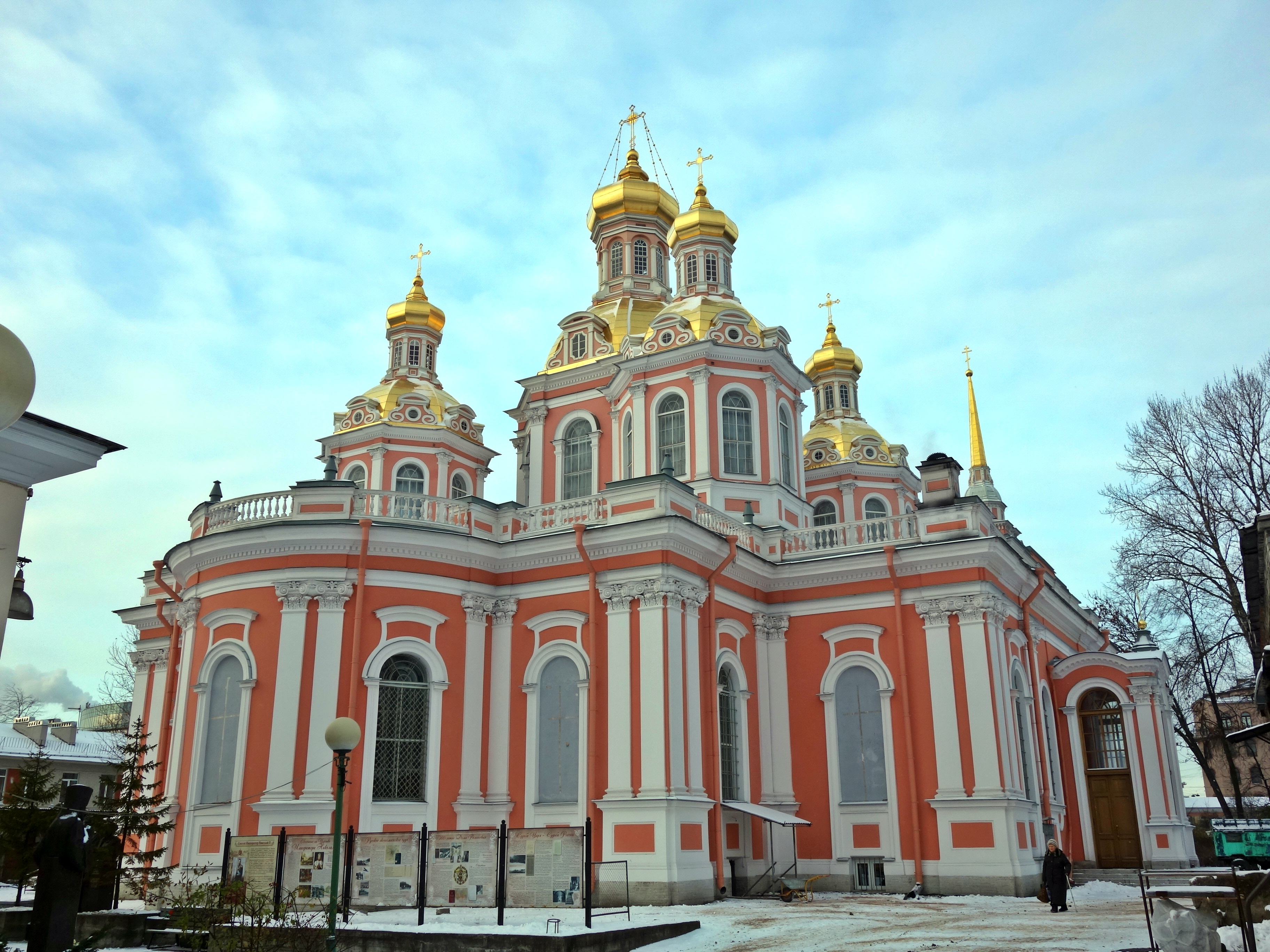
Крестовоздвиженский собор

Первоначально ямщики, жившие в районе реки Лиговой, в 1710—1712 годах возведели на месте собора деревянную церковь, которая несколько раз перестраивалась неизвестными архитекторами.
Затем в 1764—1768 годах была построена церковь Тихвинской иконы Божией Матери в стиле барокко, расширенная в 1842—1844 архитектором Василием Морганом. В 1848—1852 годах архитектором Егором Диммертом была предпринята последняя переделка.
В 1932 году церковь была переделана под котельную, в 1939 году — закрыта, а в 1947 году — переоборудована в реставрационые мастерские.
В 2000 году собор был передан православному приходу, объединившему петербургское казачество и получил статус «казачьего» собора.

## Петропавловский собор в Петергофе

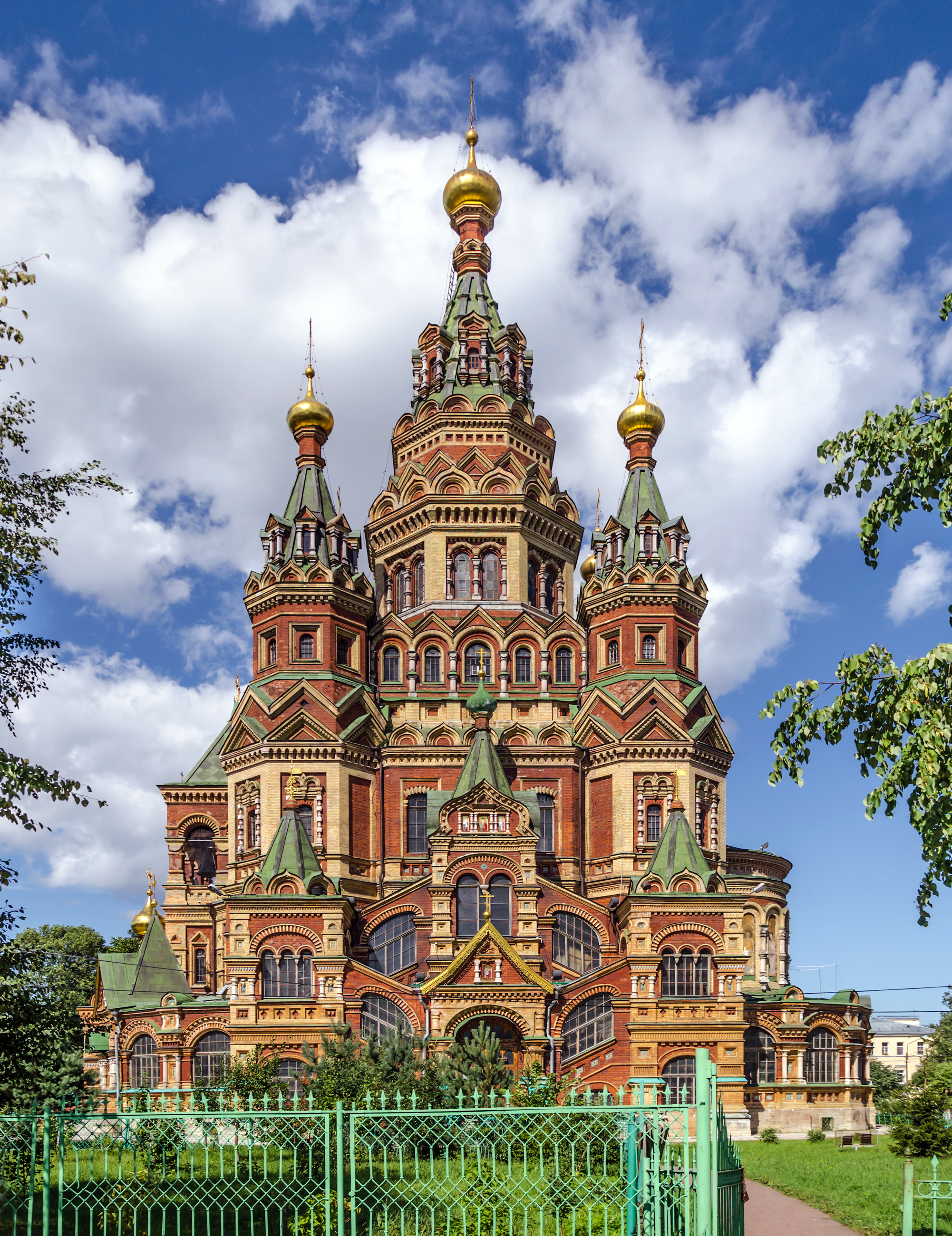
Петропавловский собор в Петергофе

(Петергоф, Санкт-Петербургский проспект, 32)
Собор был заложен в 1895 году по проекту архитектора Н. В. Султанова, утверждённого Александром III. Освящение собора произошло в 1905 году, после чего он был причислен к придворному ведомству.
В 1938 году храм был закрыт.
Как и многие другие памятники Петергофа здание сильно пострадало во время войны. Северная часть собора была разрушена в связи с тем, что в храме находился немецкий корректировщик, следивший за передвижением советских кораблей.
После войны здание храма использовался под склад тары.
В 1974 году собор был взят под охрану государства как памятник истории и культуры. В 1989 году — возвращён церкви, а в 1990-х годах произведена его реставрация. 9 июля 1994 года храм был полностью освящён Патриархом Алексием II.

## Феодоровский (Государев) собор в Царском Селе

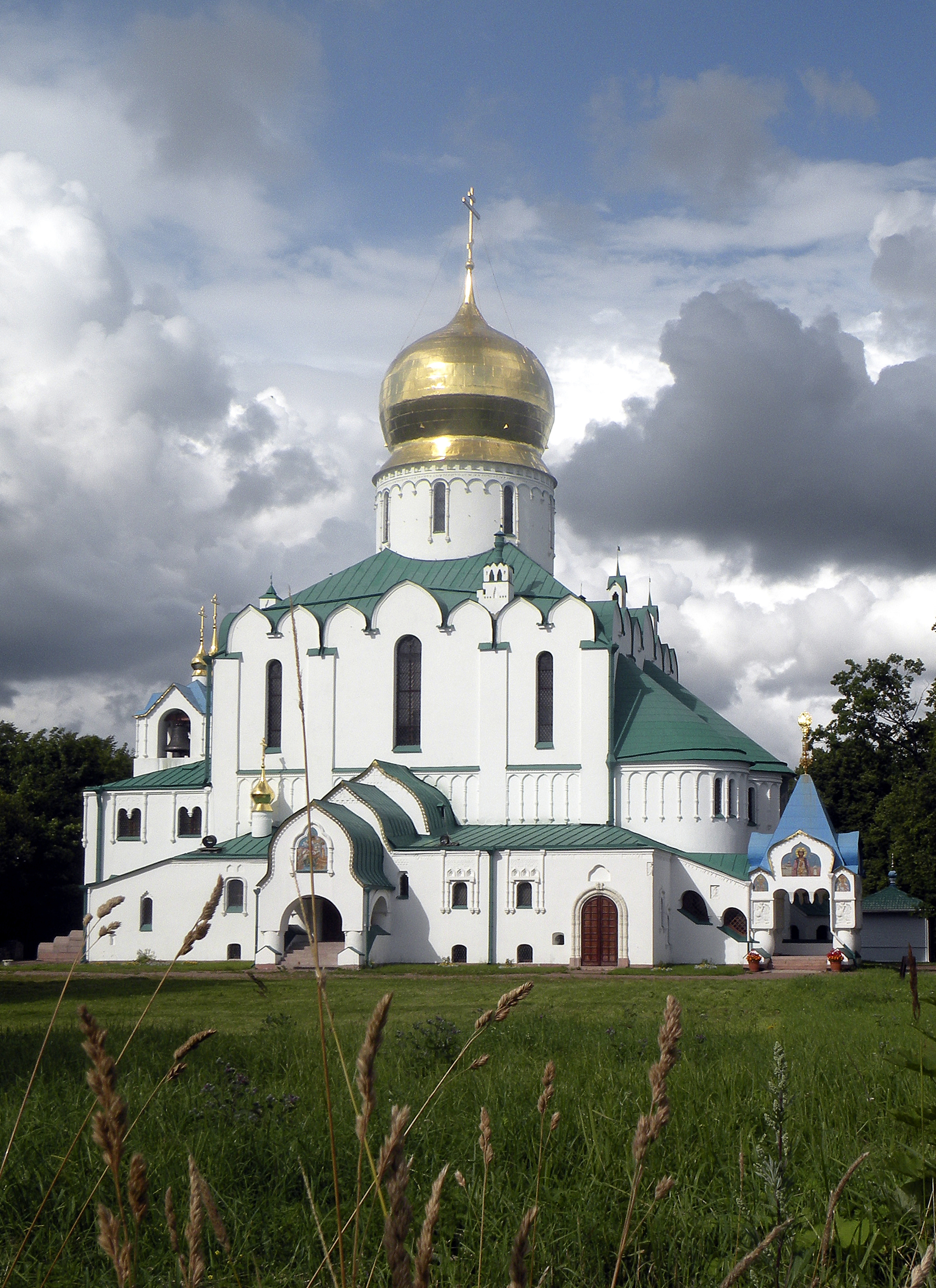
Феодоровский Государев собор

(Пушкин, Академический проспект, 14)
Построен в 1909—1912 годах архитектором В. А. Покровским. В годы войны собор сильно пострадал от артиллерийских обстрелов, в особенности со стороны Ленинграда. В настоящее время заканчивается его реставрация. Для совершения богослужения открыто главное помещение и крипта.

## Феодоровский собор
(Миргородская улица, 1А)

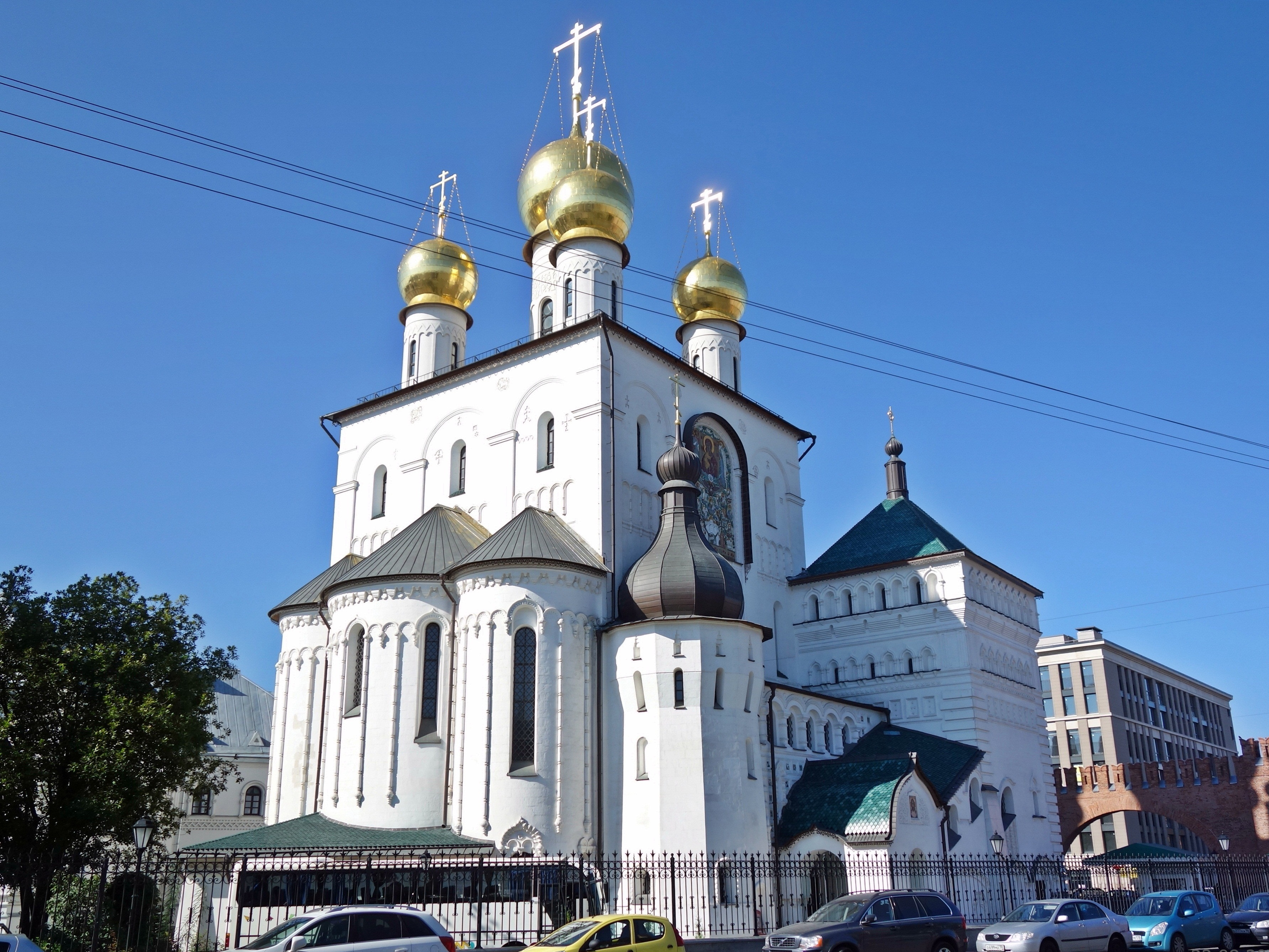
Феодоровский собор

В этом храме было решено собрать списки всех святых, русских подвижников, святителей, чудотворцев и т. д., сделав его «священным хранилищем заветных святынь царствующего дома и всего русского народа». Победителем объявленного конкурса был признан инженер Степан Кричинский, и 17 октября 1910 года были начаты работы. Поскольку храм был посвящён двум царственным домам — Рюриковичам и Романовым, то он состоял из двух этажей. Нижний выдержан в новгородском стиле XIII века, а верхний — в ростовском стиле.
Храм вследствие войны и последовавшей революции до конца отделать не удалось. Он был закрыт 10 мая 1932 года и перестроен под молокозавод. Храм возвращён православным в августе 2005 года.

## Собор Воскресения Христова на Крови
(набережная канала Грибоедова, 2)

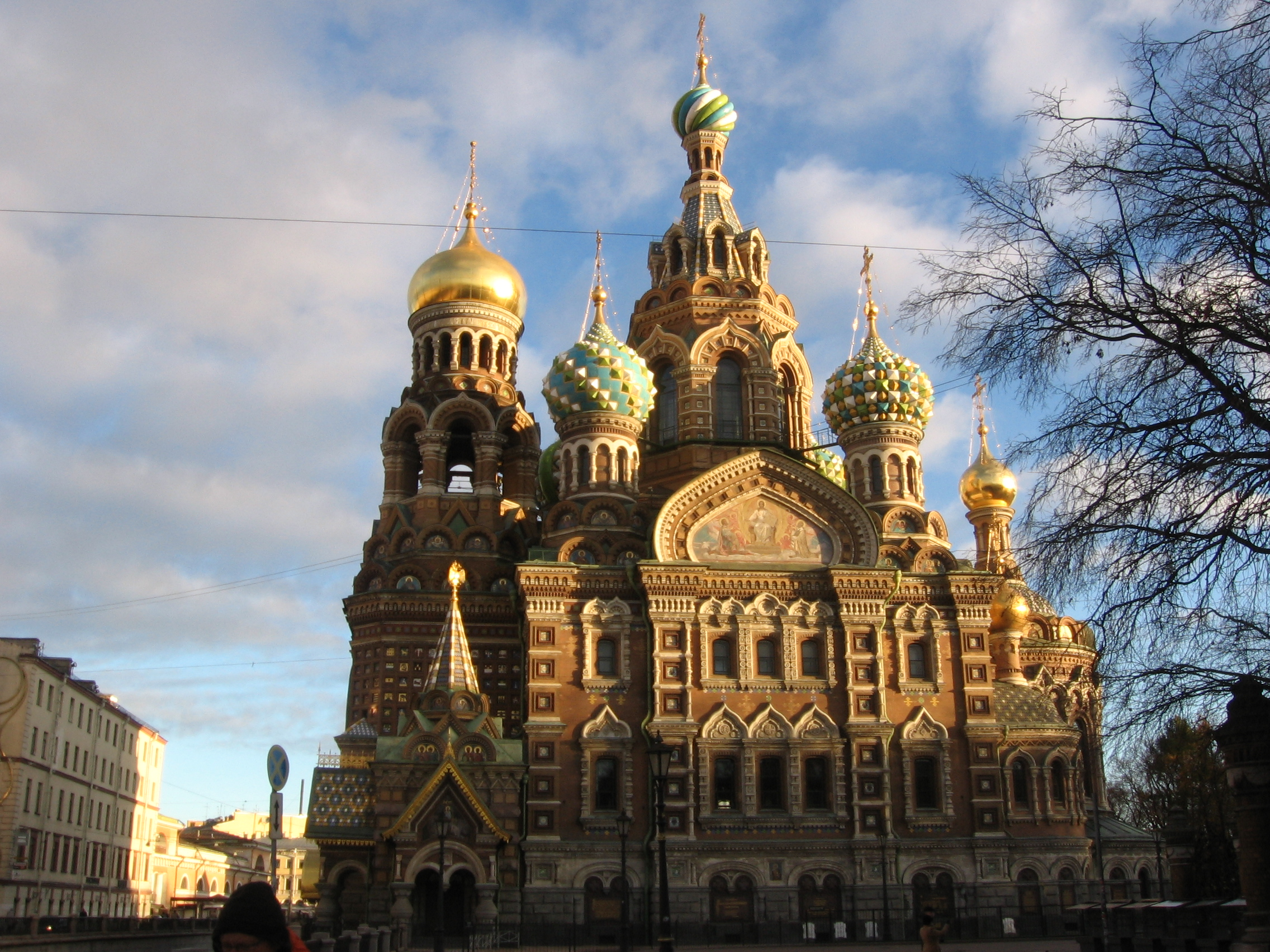
Собор Воскресения Христова на крови

Собор Воскресения Христова на Крови, Храм Спаса-на-Крови — православный мемориальный однопрестольный храм во имя Воскресения Христова, сооружён в память того, что на этом месте 1 марта 1881 года в результате покушения был смертельно ранен Царь-Освободитель — император Александр II (выражение на крови указывает на кровь царя). Храм был сооружен как памятник Царю-Мученику на средства, собранные по всей России.

## Троицкий собор Александро-Невской лавры
(набережная реки Монастырки, дом 1)

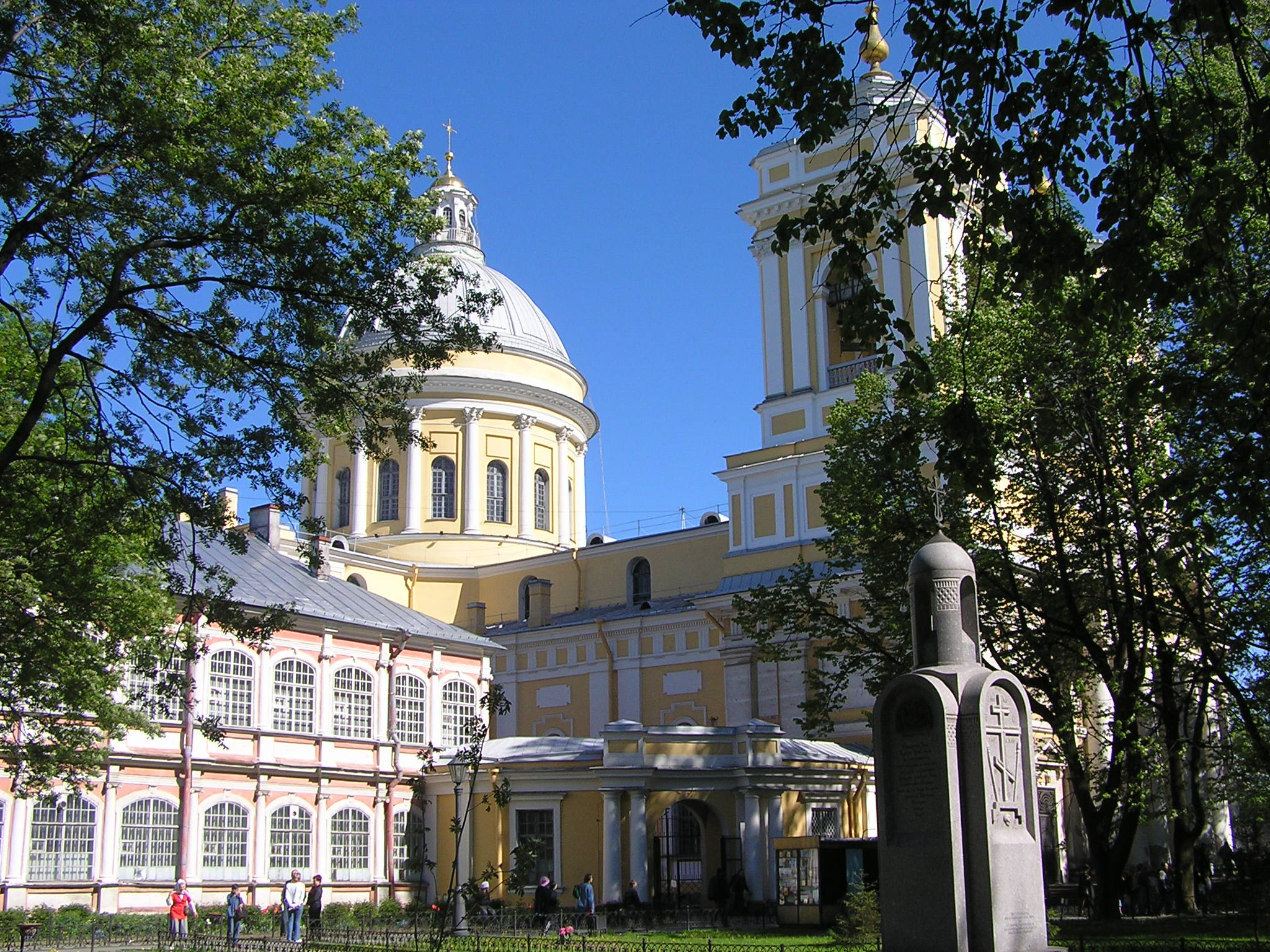
Собор Троицы Живоначальной

Соборный храм Александро-Невской лавры в Санкт-Петербурге. Являлся капитульным храмом ордена Святого Александра Невского. Место закладки собора было определено проектом Доменико Трезини, именно к этой точке прокладывался Невский проспект. Построен в 1719-1731 годах, затем разобран и перестроен в 1778-1790 годах.

## Собор Архангела Михаила в Ломоносове
(Санкт-Петербург, г. Ломоносов, Дворцовый пр., д.61)

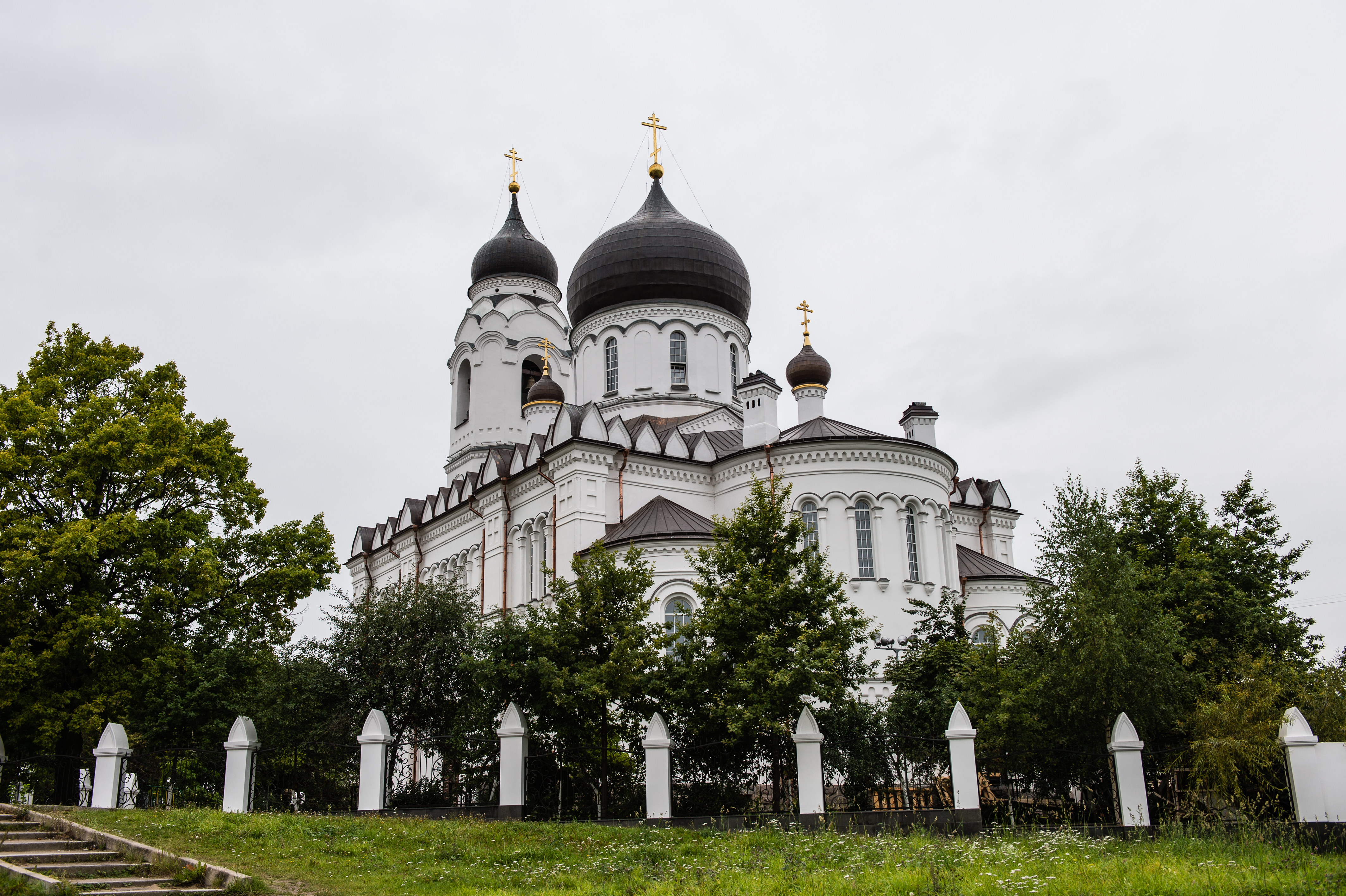
Собор Архангела Михаила г. Ломоносов

Центральный храм в городе Ломоносов (Петродворцовый район Санкт-Петербурга), построенный к 300-летию дома Романовых. Относится к Санкт-Петербургской епархии Русской православной церкви, входит в состав Петродворцового благочиния.
Построен в 1911–1914 архитектором А. К. Миняевым. Освящен 12 февраля 1914 митрополитом Санкт-Петербургским и Ладожским Владимиром (Богоявленским).
В 1932 закрыт и разграблен. В 1988 возвращен Церкви первым в Санкт-Петербургской епархии. 2 февраля 1992 митрополит Санкт-Петербургский и Ладожский Иоанн (Снычев) вторично освятил главный престол храма. В 1994 вновь освящены и приделы собора: левый, во имя Казанской иконы Божией Матери, – в престольный праздник 4 ноября; правый, во имя Свт. Николая Чудотворца, – в престольный праздник 19 декабря. Памятник архитектуры, охраняется государством.

## Разрушенные соборы

### Введенский собор лейб-гвардии Семёновского полка

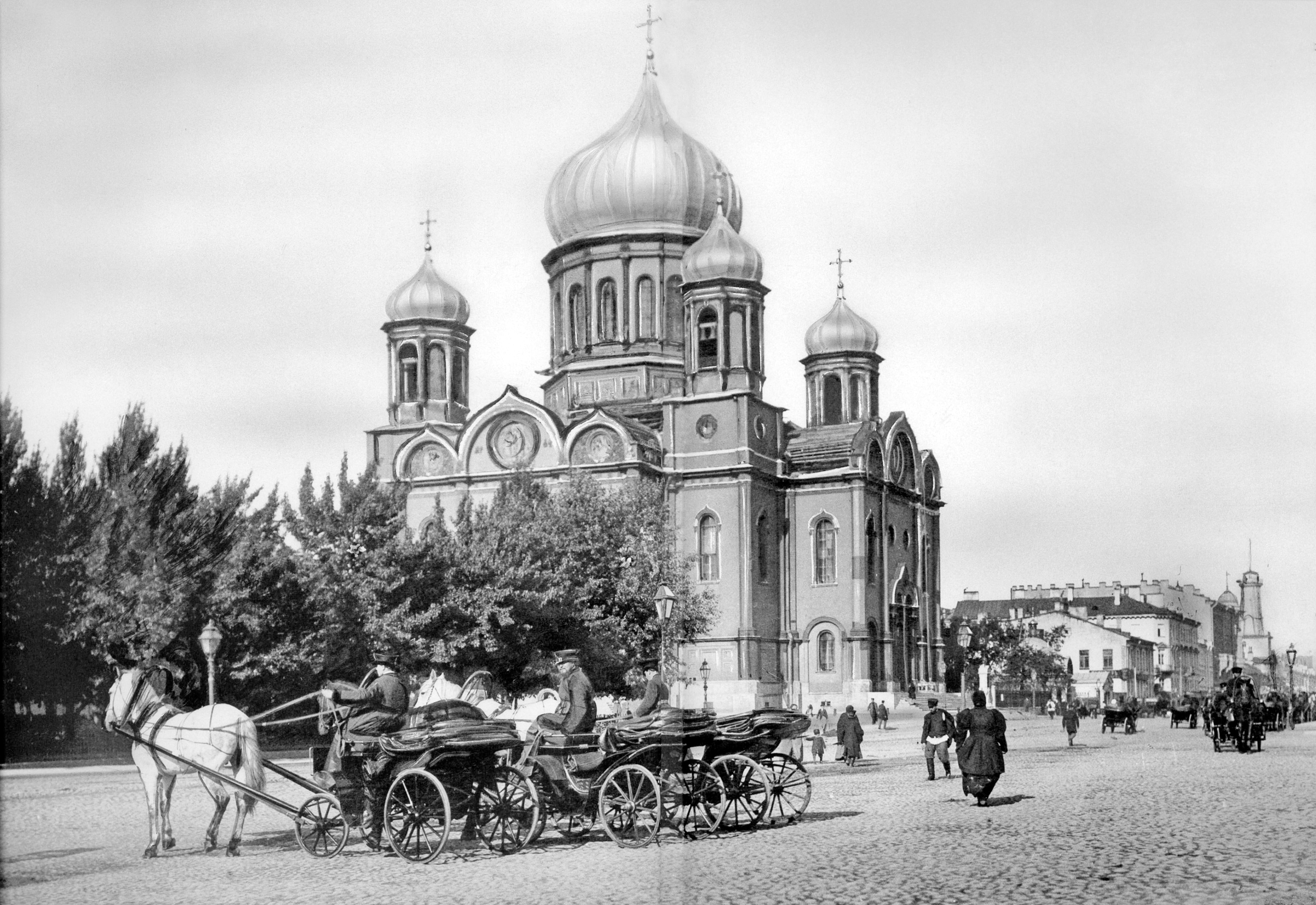
Собор Введения во Храм Пресвятой Богородицы лейб-гвардии Семёновского полка

Введенский собор Санкт-Петербурга возведён для второго в гвардии по старшинству лейб-гвардии Семёновского полка. Самая крупная работа Константина Тона в северной столице России.
8 марта 1932 года по решению Леноблисполкома собор был закрыт. В 1933 году, несмотря на то, что здание имело статус памятника архитектуры, оно было разрушено. 1 июня 2003 года на месте церкви был установлен памятный знак.

### Сергиевский Собор

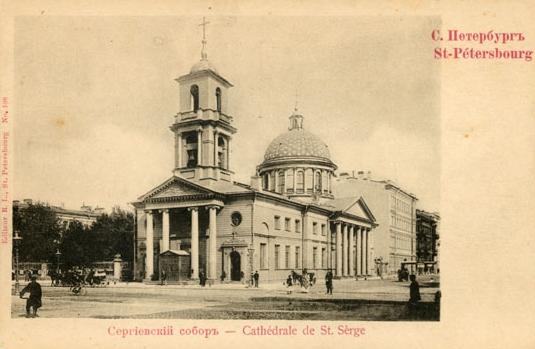
Сергиевский всей артиллерии собор, открытка начала XX века

Сергиевский Собор находился на Литейном проспекте. К настоящему времени здание утрачено (в 1932 году храм был закрыт, затем разобран. Стены частично использованы для строительства на этом месте административного здания, входившего в комплекс зданий ОГПУ-НКВД).

### Троице-Петровский собор

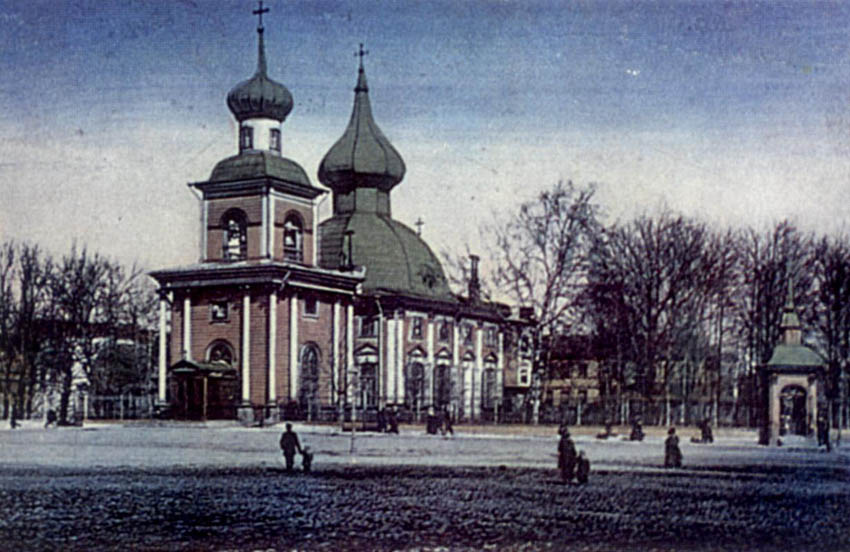
Троице-Петровский собор

Первый православных храм Санкт-Петербурга, в обустройстве которого собственноручно принимал участие Пётр I. До открытия Петропавловского собора был главным собором города. Находился на Троицкой площади Петроградской стороны.
После пожара в феврале 1913 года рассматривалась возможность постройки на его месте большого собора, однако проект так и не был реализован.
Закрыт и снесён в 1933 году.

### Успенский собор на Сенной площади

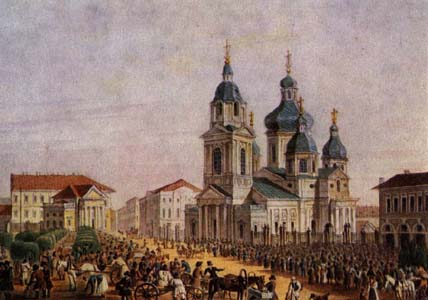
Спас на Сенной

Церковь Спаса-на-Сенной, церковь во имя Успения Пресвятой Богородицы — утраченная церковь, которая находилась на Сенной площади в Санкт-Петербурге. С 1923 года — собор.
Храм являлся памятником позднего барокко. Величественный и просторный храм увенчивали пять куполов, стоявших на многогранных барабанах. В городе церковь была известна под именем Спаса-на-Сенной.
Храм был взорван в 1961-м году.